# 西藏民族大学

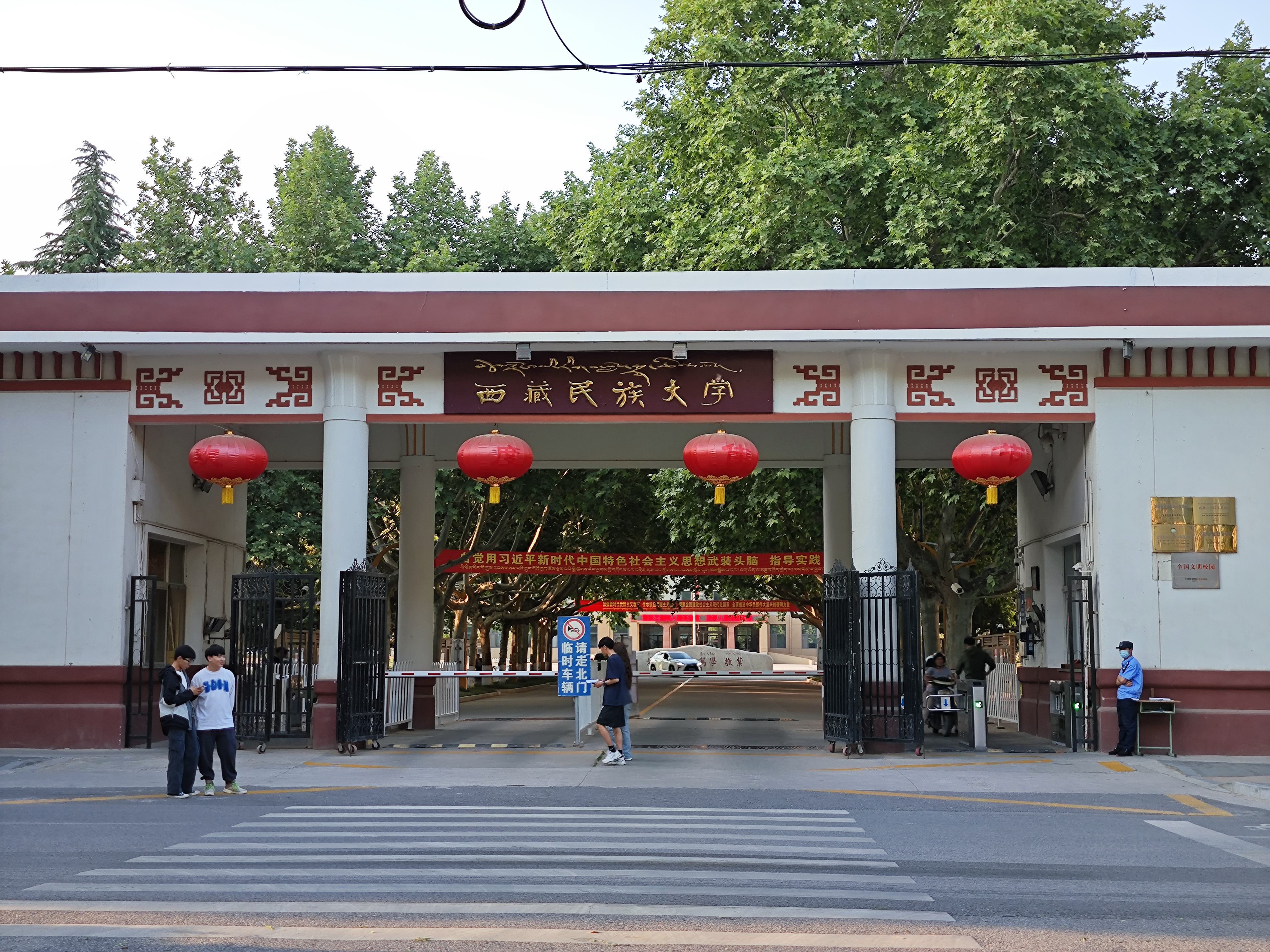
西藏民族大学渭城校区西南门

西藏民族大学（藏語：བོད་ལྗོངས་མི་རིགས་སློབ་གྲྭ་ཆེན་མོ་།；原西藏民族学院）位于中国陕西省咸阳市渭城区文汇东路6号，隶属于西藏自治区。

## 历史
该校前身是1958年建立的西藏公学，是西藏和平解放后，中华人民共和国中央在内地为西藏创办的首所高等院校。1965年，经中华人民共和国国务院批准，更名为西藏民族学院。为西藏自治区与中华人民共和国国家民委共建高校，是中西部高校基础能力建设工程高校（小211）之一。
2015年4月28日，西藏民族学院经中华人民共和国教育部批准更名为西藏民族大学。
截至2019年7月，学校有渭城、秦汉两个校区，并在拉萨建有实践教学基地，校园面积1149亩，下设14个教学单位、54个本科专业；拥有11个硕士一级学科，10个硕士专业学位授权点；教职工1200多人，专任教师700多人，在校生9900多人，其中研究生600多人，藏族和其他少数民族学生占53%。

## 校训
西藏民族大学校训为“爱国、兴藏、笃学、敬业”。

## 历任校长
| 校长     | 民族 | 任职时间   | 备注 |
| -------- | ---- | ---------- | ---- |
| 张国华   | 汉族 | 1957-1968  |      |
| 杨东生   | 藏族 | 1968-1983  |      |
| 巴桑     | 藏族 | 1983—1986  | 女性 |
| 群培     | 藏族 | 1986—1990  |      |
| 马英林   | 藏族 | 1992—1992  |      |
| 次旺俊美 | 藏族 | 1992—1998  |      |
| 石俊华   |      | 1998—2008  |      |
| 刘洪顺   |      | 2008—2011  |      |
| 洛松德青 | 藏族 | 2011—2014  |      |
| 扎西次仁 | 藏族 | 2014— 2017 |      |
| 刘凯     |      | 2017–2021  |      |